# Mesostigmata
Mesostigmata je red grinja koji pripada Parasitiformes. Oni su daleko najveća grupa Parasitiformes, sa preko 8.000 vrsta u 130 porodica. Mesostigmata uključuje parazitske, kao i slobodno živeće i grabežljive oblike. 

## Literatura
- „Mesostigmata”. Natureserve. Архивирано из оригинала 25. 5. 2008. г. Приступљено 17. 6. 2008.
- NCBI: Mesostigmata

## Spoljašnje veze
- Ornithonyssus bursa, tropical fowl mite on the University of Florida / Institute of Food and Agricultural Sciences Featured Creatures website